# Chie Satō
Chie Satō (佐藤智恵?, Satō Chie; Saitama, 1º luglio 1964) è una doppiatrice giapponese affiliata con la Aoni Production. È principalmente conosciuta per aver doppiato numerosi personaggi in varie serie dei Pokémon e per il personaggio di Bo-chan in Crayon Shin-chan.

## Ruoli principali

### Film
- Seigi Choujin vs. Ancient Choujin (1985) - Preschooler C
- Dragon Ball Z: Le origini del mito (1990) - Saiya-jin C
- Crayon Shin-chan - Action Kamen VS Haigure maō (1993) - Bo-chan
- Crayon Shin-chan - Buriburi ōkoku no hihō (1994) - Bo-chan
- Dr. Slump and Arale-chan: Hoyoyo!! Follow the Rescued Shark... (1994) - Unlisted
- Crayon Shin-chan - Unkokusai no yabō (1995) - Bo-chan
- Marmalade Boy (1995) - Gastman Omega
- Crayon Shin-chan - Henderland no dai bōken (1996) - Bo-chan
- Crayon Shin-chan - Ankoku tamatama dai tsuiseki (1997) - Bo-chan
- Crayon Shin-chan - Dengeki! Buta no Hizume dai sakusen (1998) - Bo-chan
- Crayon Shin-chan - Bakuhatsu! Onsen wakuwaku dai kessen (1999) - Bo-chan
- Crayon Shin-chan - Arashi o yobu jungle (2000) - Bo-chan
- Crayon Shin-chan - Arashi o yobu - Mōretsu! Otona teikoku no gyakushū (2001) - Bo-chan
- Crayon Shin-chan - Arashi o yobu - Appare! Sengoku dai kassen (2002) - Bo-chan
- Crayon Shin-chan - Arashi o yobu - Eikō no Yakuniku Road (2003) - Bo-chan
- Odoru Pokémon Himitsu Kichi (2003) - Habuneku
- Crayon Shin-chan - Arashi o yobu! Yūhi no Kasukabe Boys (2004) - Bo-chan
- Crayon Shin-chan - Densetsu o yobu Buriburi - Sanpun pokkiri dai shingeki (2005) - Bo-chan
- Pokémon: Lucario e il mistero di Mew (2005) - Beroringa; Gonbe/Munchlax
- Crayon Shin-chan - Densetsu o yobu - Odore! Amigo! (2006) - Bo-chan
- Pokémon Ranger and the Temple of the Sea (2006) - Gonbe/Munchlax
- Crayon Shin-chan - Arashi o yobu - Utau ketsudake bakudan! (2007) - Bo-chan
- Crayon Shin-chan - Chō arashi o yobu - Kinpoko no yūsha (2008) - Bo-chan
- Pokémon: Giratina e il Guerriero dei Cieli (2008) - Hikari's Etebosu
- Crayon Shin-chan - Otakebe! Kasukabe yasei ōkoku (2009) - Bo-chan
- Crayon Shin-chan - Chō jikū! Arashi o yobu Ola no hanayome (2010) - Bo-chan
- Crayon Shin-chan - Arashi o yobu - Ōgon no spy daisakusen (2011) - Bo-chan
- Crayon Shin-chan - Arashi o yobu! Ola to uchū no princess (2012) - Bo-chan

### OAV
- Mobile Suit Gundam 0080: War in the Pocket (1989) - Reception
- Roujin Z (1991) - Nobuko Ohe
- Fight!! Spirit of the Sword (1993) - Young Yonosuke

### Serie televisive
- GeGeGe no Kitaro Series 3 (1985) - Unlisted
- High School! Kimengumi (1985) - Toiyo Matsumo
- I Cavalieri dello zodiaco (1986) - Young Hyouga
- Bikkuriman (1987) - Alibaba Shintei
- Kiteretsu Daihyakka (1988) - Konchi (2nd Voice); Otonashi (1st Voice)
- Dragon Warrior: Legend of the Hero Abel (1989) - Young Abel
- Himitsu no Akko-chan: Umi da! Obake da!! Natsu Matsuri (1989) - Goma
- Transformers: Victory (1989) - Sam
- Papà Gambalunga (serie animata) (1990) - Sally McBride
- Mashin Hero Wataru (1990) - Niboshi Obaasan
- Getter Robot Go (1991) - Daifou Tetsu
- Moero! Top Striker (1991) - Makaroni
- Zettai Muteki Raijin-Oh (1991) - Tokie Sakai; Yoshiaki Ogawa
- Floral Magician Mary Bell (1992) - Bongo
- Mikan Enikki (1992) - Taichi
- Sailor Moon (1992) - Housenka
- Shin-chan (1992) - Bo-chan
- Nintama Rantarō (1993) - Isuke
- Una per tutte, tutte per una (1993) - Stuffy
- Super Pig (1994) - Masami Yamakawa
- Marmalade Boy (1994) - Uchiyama
- Captain Tsubasa J (1994) - Ryo Ishizaki (young)
- Metal Fighter Miku (1994) - Amazoness; Mad Kong
- Huckleberry Finn Monogatari (1994) - Jim
- Bonobono (1995) - Ki no Obake
- Remy la bambina senza famiglia (1996) - Joli-Coeur
- La leggenda di Zorro (1996) - Casas
- Master Keaton (1998) - Little Connelly
- Yu-Gi-Oh! (1998) - Childhood Kaiba
- Pokémon: Advanced (2002) - Gonbe; Habunake; Yasue Kachinuki
- Pokémon Chronicles (2002) - Masae
- Tsuribaka Nisshi (2002) - Sasaki's Wife
- Baby Baachan (2004) - Yone-san
- Melody of Oblivion (2004) - Monokeros #4
- Ragnarok the Animation (2004) - Maria
- Pokémon: Diamante e Perla (2006) - Hikari's Eteboth, Musashi's Habunake
- GeGeGe no Kitaro (2007) - Junpei; Tatsumi Ioyama
- Hatara Kizzu Maihamu Gumi (2007) - Large God house housekeeping lady
- Mokke (2007) - Hiyoshi's aunt
- Oh! Edo Rocket (2007) - Rokube's wife
- To Love-Ru (2008) - Gi Buri's wife

### Videogiochi
- Summon Night 2 (2001) - Resi
- Gurumin: A Monstrous Adventure (2004) - Baby Tokaran, Poco
- The Legend of Heroes: Trails to Azure (2011) - Ashleigh
- Summon Night 6: Lost Borders (2016) - Resi
- Dragon Ball Xenoverse 2 (2016) - Pattugliatore temporale